# 巴涅拉斯
巴涅拉斯（西班牙語：Bañeras）是西班牙加泰罗尼亚塔拉戈纳省的一个市镇。总面积12平方公里，总人口1736人（2001年），人口密度145人/平方公里。